# Swartzia maguirei
Swartzia maguirei är en ärtväxtart som beskrevs av John Macqueen Cowan. Swartzia maguirei ingår i släktet Swartzia och familjen ärtväxter. Inga underarter finns listade i Catalogue of Life.